# Rață
Rața este denumirea comună a numeroase specii de păsări acvatice din familia Anatidae. Rațele sunt în general mai mici și cu gâtul mai scurt decât lebedele și gâștele, care fac parte din aceeași familie. Împărțite în mai multe subfamilii, ele reprezintă un taxon de formă; ele nu reprezintă un grup monofiletic (grupul tuturor descendenților unei singure specii ancestrale comune), deoarece lebedele și gâștele nu sunt considerate rațe. Rațele sunt mai ales păsări acvatice și pot fi găsite atât în apă dulce, cât și în apă de mare. Anatinae este o subfamilie de păsări rață, a cărei clasificare fină este realizată în mod diferit de către taxonomiști și a cărei gamă de genuri sau specii suferă uneori modificări majore datorită noilor descoperiri morfologice.
Rațele sunt uneori confundate cu mai multe tipuri de păsări acvatice fără legătură între ele, cu forme asemănătoare, cum ar fi cufundarii, corcodelii, gallinulele și lișițele.

## Taxonomie
Toate rațele aparțin ordinului biologic Anseriformes, un grup care conține rațele, gâștele și lebedele, precum și păsările țipătoare și gâsca cu degetele despicate. Toate, cu excepția păsărilor țipătoare, aparțin familiei biologice Anatidae. În cadrul familiei, rațele sunt împărțite într-o varietate de subfamilii și triburi. Numărul și componența acestor subfamilii și triburi este cauza unui dezacord considerabil între taxonomiști. Unii își bazează deciziile pe caracteristici morfologice, alții pe comportamente comune sau pe studii genetice. Numărul de subfamilii sugerate care conțin rațe variază de la două la cinci. Nivelul semnificativ de hibridizare care are loc între rațele sălbatice complică eforturile de a stabili relațiile dintre diferitele specii.
În cele mai moderne clasificări, așa-numitele „rațe adevărate” aparțin subfamiliei Anatinae, care este împărțită într-un număr variabil de triburi. Cel mai mare dintre acestea, tribul Anatini, conține rațele „de apă dulce” sau „de râu” – numite astfel pentru metoda lor de a se hrăni în principal la suprafața apei dulci. Rațele „scufundătoare”, denumite tot după metoda lor principală de hrănire, alcătuiesc tribul Aythyini. Rațele „de mare” din tribul Mergini sunt rațe scufundătoare specializate în pește și crustacee și își petrec cea mai mare parte a vieții în apă sărată. Tribul Oxyurini conține rațele „cu coada rigidă”, rațe scufundătoare care se remarcă prin dimensiunea mică și coada țeapănă, dreaptă.
O serie de alte specii numite rațe nu sunt considerate a fi „rațe adevărate” și sunt de obicei plasate în alte subfamilii sau triburi. Rațele fluierătoare sunt încadrate fie într-un trib (Dendrocygnini) din subfamilia Anatinae sau subfamilia Anserinae, fie în propria subfamilie (Dendrocygninae) sau familie (Dendrocyganidae). Rața pistruiată din Australia este fie singurul membru al tribului Stictonettini din subfamilia Anserinae, fie în propria sa familie, Stictonettinae.  În unele clasificări, călifarii fac parte din tribul Tadornini din familia Anserinae, iar în altele din propria lor subfamilie, Tadorninae.
În urma unui studiu din 1986 al caracterelor anatomice, familia a fost adesea împărțită în nouă subfamilii, după cum urmează:
- Dendrocygninae – nouă specii de păsări cu picioare lungi, asemănătoare gâștei, care trăiesc în climatele tropicale, toate din genul Dendrocygna
- Thalassorninae – rață africană cu spate alb (Thalassornis leuconotus)
- Anserinae (lebede și gâște) – 25–30 de specii din genurile Branta, Anser, Cygnus și altele
- Stictonettinae – rațe australiene (Stictonetta naevosa)
- Plectropterinae – specie africană de gâscă (Plectropterus gambensis)
- Tadorninae (călifari) – aproximativ 25 de specii de păsări mari și adesea terestre, morfologic între Anatinae și Anserinae, inclusiv Tadorna
- Anatinae (rațe înotătoare) – aproximativ 55 de specii cu distribuție mondială, inclusiv Anas
- Aythyinae (rațe scufundătoare ușoare) – aproximativ 15 specii întâlnite în întreaga lume, dominate de Aythya
- Merginae (rațe scufundătoare grele) – proximativ 20 de specii care se găsesc mai ales în emisfera nordică și sunt în principal marine, cum ar fi eiderii și ferestrașii
- Oxyurinae (rațe cu coada rigidă) – patru genuri, dintre care trei sunt monotipice, alcătuite din aproximativ opt specii

## Distribuție și habitat
Rațele au o distribuție cosmopolită și se găsesc pe toate continentele, cu excepția Antarcticii. Mai multe specii reușesc să trăiască pe insule subantarctice, inclusiv Georgia de Sud și Insulele Auckland. Rațele au ajuns pe o serie de insule oceanice izolate, inclusiv Insulele Hawaii, Micronezia și Insulele Galápagos.  Câteva specii sunt endemice pentru aceste insule îndepărtate.
Unele specii de rațe, în special cele care se reproduc în emisfera nordică temperată și arctică, sunt migratoare; cele de la tropice nu sunt, în general. Unele rațe, în special în Australia, unde precipitațiile sunt neregulate, sunt nomade, căutând lacurile și bălțile temporare care se formează după ploi abundente localizate.

## Comportament

### Hrană
Rațele consumă surse de hrană precum ierburi, plante acvatice, pești, insecte, amfibieni mici, viermi și moluște mici. Unele rațe se hrănesc la suprafața apei sau pe uscat, sau la adâncimea la care pot ajunge fără a se scufunda complet.  De-a lungul marginii ciocului, există o structură asemănătoare unui pieptene. Aceasta filtrează apa care țâșnește din partea laterală a ciocului și prinde orice hrană. De asemenea, este folosit pentru întinderea penelor și pentru prinderea alimentelor alunecoase. Rațele scufundătoare și rațele de mare caută hrană la mare adâncime sub apă. Pentru a se putea scufunda mai ușor, rațele scufundătoare sunt mai grele decât rațele plonjătoare și, prin urmare, au mai multe dificultăți în decolarea pentru zbor. Câteva specii specializate, cum ar fi ferestrașii, sunt adaptate pentru a prinde și înghiți pești mari.
Celelalte au un cioc larg și plat caracteristic, adaptat la activități de dragare, cum ar fi smulgerea algelor, scoaterea viermilor și a moluștelor mici din noroi, căutarea larvelor de insecte.
The Guardian a publicat un articol în care recomanda ca rațele să nu fie hrănite cu pâine, deoarece aceasta dăunează sănătății rațelor și poluează căile navigabile.

### Reproducere

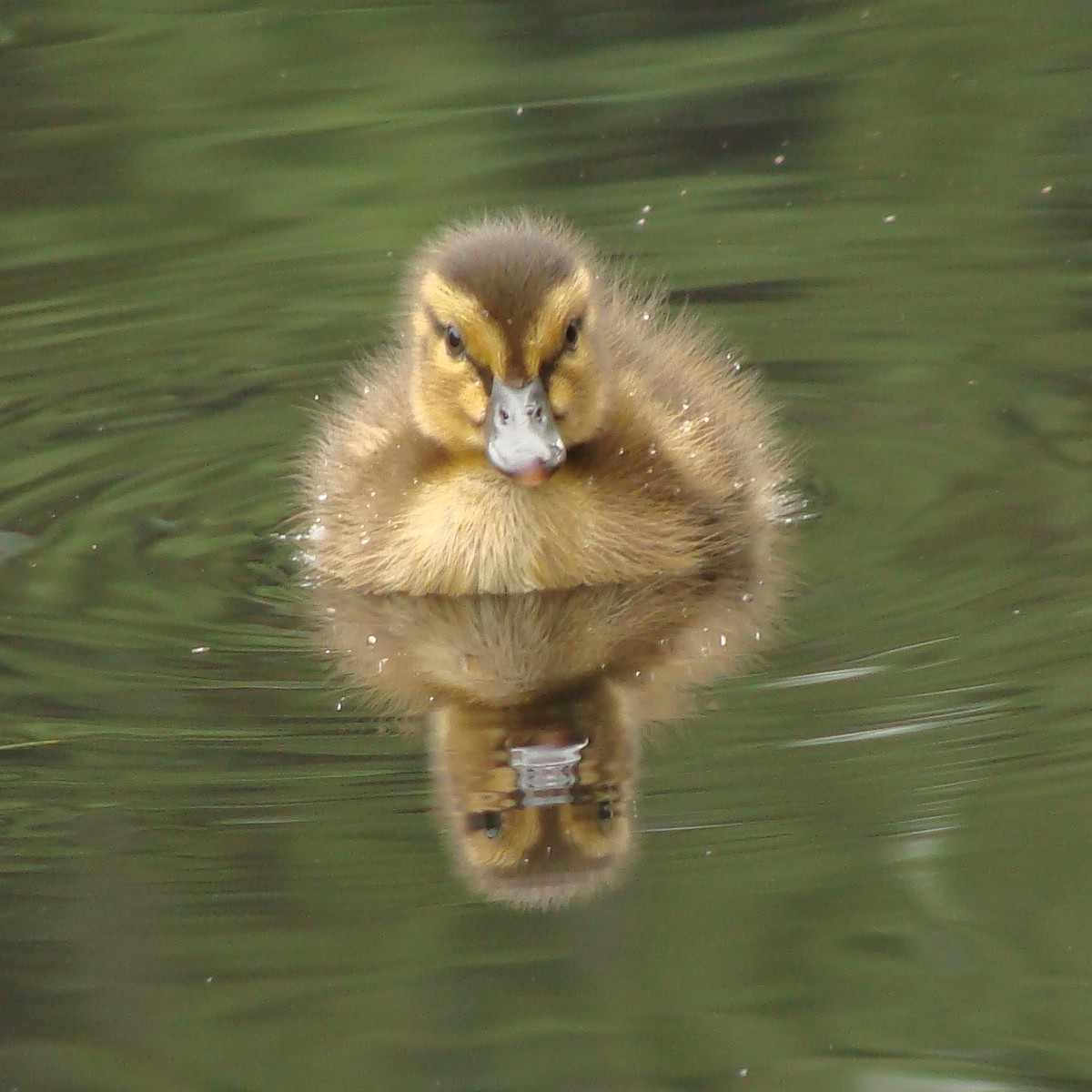
Rățușcă

În general, rațele au un singur partener la un moment dat, deși parteneriatul durează de obicei doar un an. Speciile mai mari și cele mai sedentare (cum ar fi cele specializate pe râuri rapide) tind să aibă legături care durează mai mulți ani. Majoritatea speciilor de rațe se reproduc o dată pe an, alegând să facă acest lucru în condiții favorabile (primăvara/vara sau sezoanele umede).
După ce femelele încep incubarea ouălor, masculii pleacă, revenind doar după ce puii sunt gata de zbor. Majoritatea cuibăresc mai mult sau mai puțin departe de țărm, adesea bine ascunse într-un tufiș dens, sub un tufiș sau într-o vegetație erbacee abundentă. De fapt, ele nu construiesc un cuib, ci își depun ouăle într-o gaură la sol. Numai după ce incubarea a început, ouăle sunt acoperite cu puf, pe care femela o ia din propriul penaj. 
Ouăle sunt de obicei în număr de 10-12. Acestea sunt de culoare albicioasă, tinzând spre galben sau verde, și nu au pete. Când puii ies din ouă, își urmează aproape imediat mama spre cel mai apropiat corp de apă. Mamele rațe sunt foarte grijulii și protectoare cu puii lor, dar pot abandona o parte dintre rățuște dacă acestea sunt blocate fizic într-o zonă din care nu pot ieși (cum ar fi cuibul într-o curte interioară închisă) sau nu prosperă din cauza unor defecte genetice sau a unor boli provocate de hipotermie, înfometare sau boală. Rățuștele pot rămâne orfane și din cauza unei eclozări târzii inconsistente, când câteva ouă eclozează după ce mama a abandonat cuibul și și-a condus rățuștele la apă.

### Prădători
Rațele au mulți prădători. Puii de rață sunt deosebit de vulnerabili, deoarece incapacitatea lor de a zbura îi face o pradă ușoară nu numai pentru păsările prădătoare, ci și pentru peștii mari precum știuca, crocodilienii, broasca țestoasă aligator și alți vânători acvatici, inclusiv păsări care mănâncă pește, precum stârcii. Cuiburile rațelor sunt jefuite de prădătorii terestre, iar femelele care clocesc pot fi surprinse în cuib de mamifere, precum vulpile, sau de păsări mari, precum șoimii sau bufnițele.
Rațele adulte zboară repede, dar pot fi prinse pe apă de prădători acvatici mari, inclusiv de pești mari cum ar fi știuca europeană. În zbor, rațele sunt ferite de toți prădătorii, cu excepția câtorva, cum ar fi vânătorii și șoimul călător.

## Relația cu oamenii

### Vânătoare
Oamenii au vânat rațe încă din preistorie. Excavațiile din California datând din 7800 - 6400 î.Hr. au scos la iveală oase de rațe, inclusiv cel puțin o specie acum dispărută.  Rațele au fost capturate în „număr semnificativ” de locuitorii Holocenului din valea inferioară a râului Ohio, sugerând că aceștia au profitat de recompensa sezonieră oferită de păsările de apă migratoare. Vânătorii neolitici din locuri precum Caraibe, Scandinavia, Egipt, Elveția, și China se bazau pe rațe ca sursă de proteine pentru o parte din an sau de-a lungul întregului an. Dovezile arheologice arată că poporul Māori din Noua Zeelandă a vânat rața lui Finsch care nu zboară, posibil până la extincție, deși este posibil ca și șobolanii să fi contribuit la soarta acesteia.
Un sfârșit similar a avut rața Chatham, o specie cu capacități reduse de zbor care a dispărut la scurt timp după ce insula a fost colonizată de coloniștii polinezieni. Este probabil ca ouăle de rață să fi fost adunate și de vânătorii-culegători neolitici, deși dovezile concrete în acest sens sunt rare.
În multe zone, rațele sălbatice (inclusiv rațele crescute și eliberate în sălbăticie) sunt vânate pentru hrană sau sport, prin împușcare sau prin capturare cu momeli de rață. Deoarece o rață plutitoare inactivă sau o rață ghemuită pe uscat nu poate reacționa rapid să zboare sau să se miște, „o rață așezată” a ajuns să însemne „o țintă ușoară”. Aceste rațe pot fi contaminate cu poluanți precum PCB.

### Domesticire
Rațele au numeroase utilizări economice, fiind crescute pentru carne, ouă și pene (în special pentru puful lor). Aproximativ 3 miliarde de rațe sunt sacrificate în fiecare an pentru carne în întreaga lume. De asemenea, ele sunt ținute și crescute de avicultori și adesea expuse în grădini zoologice. Aproape toate varietățile de rațe domestice descind din rața sălbatică (Anas platyrhynchos), în afară de rața leșească (Cairina moschata).

## Galerie

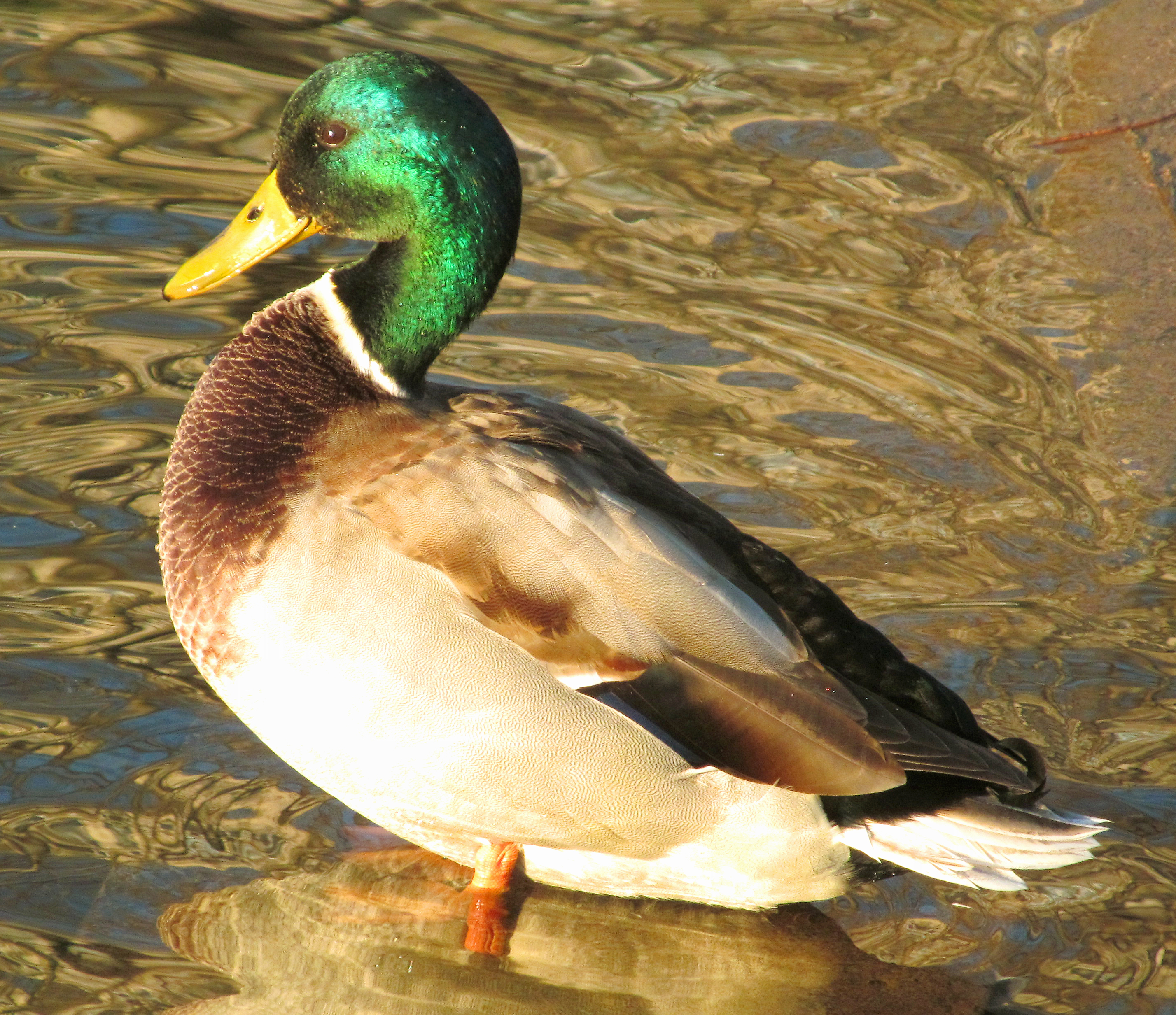
Rață mare
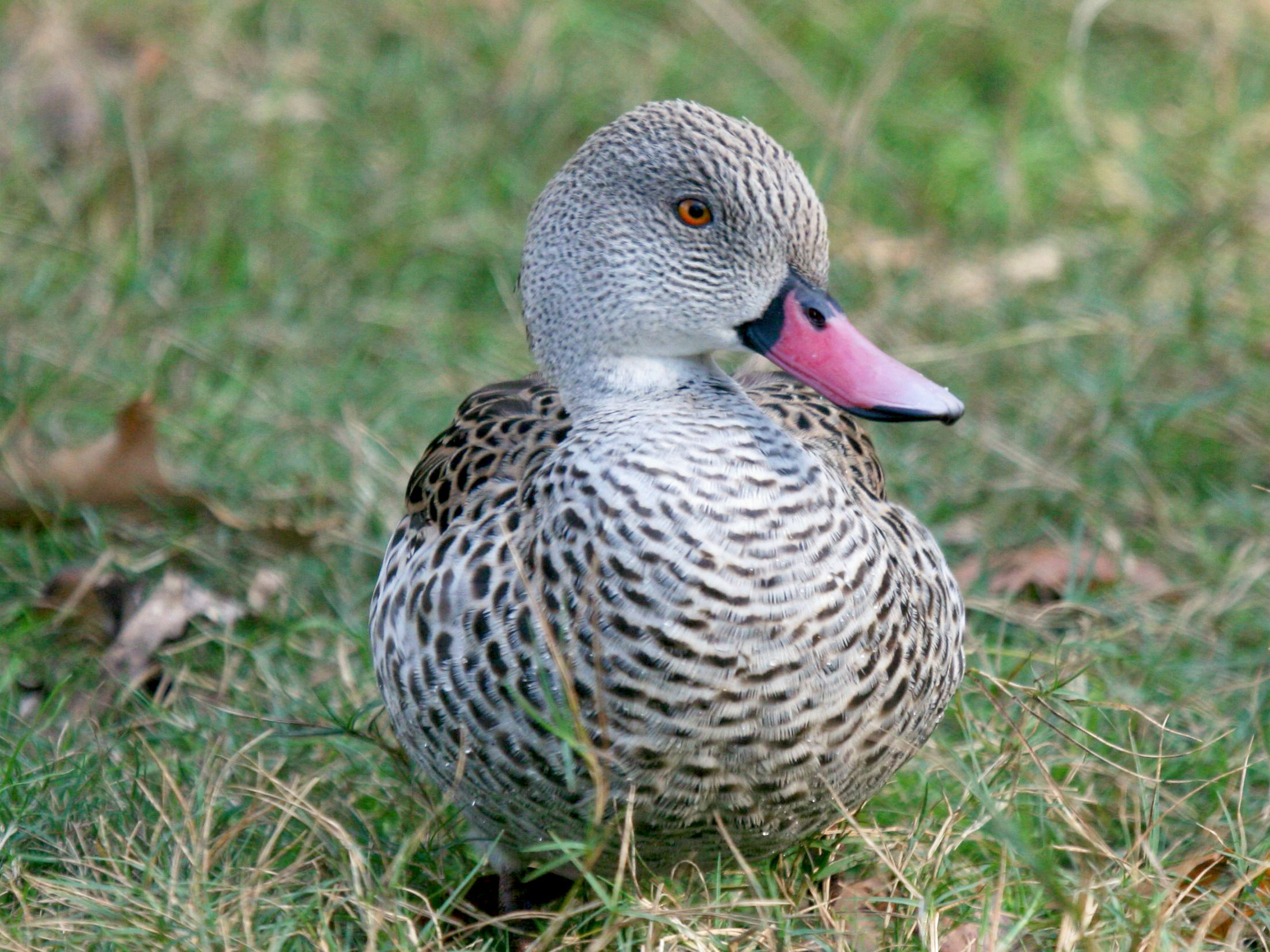
Anas capensis
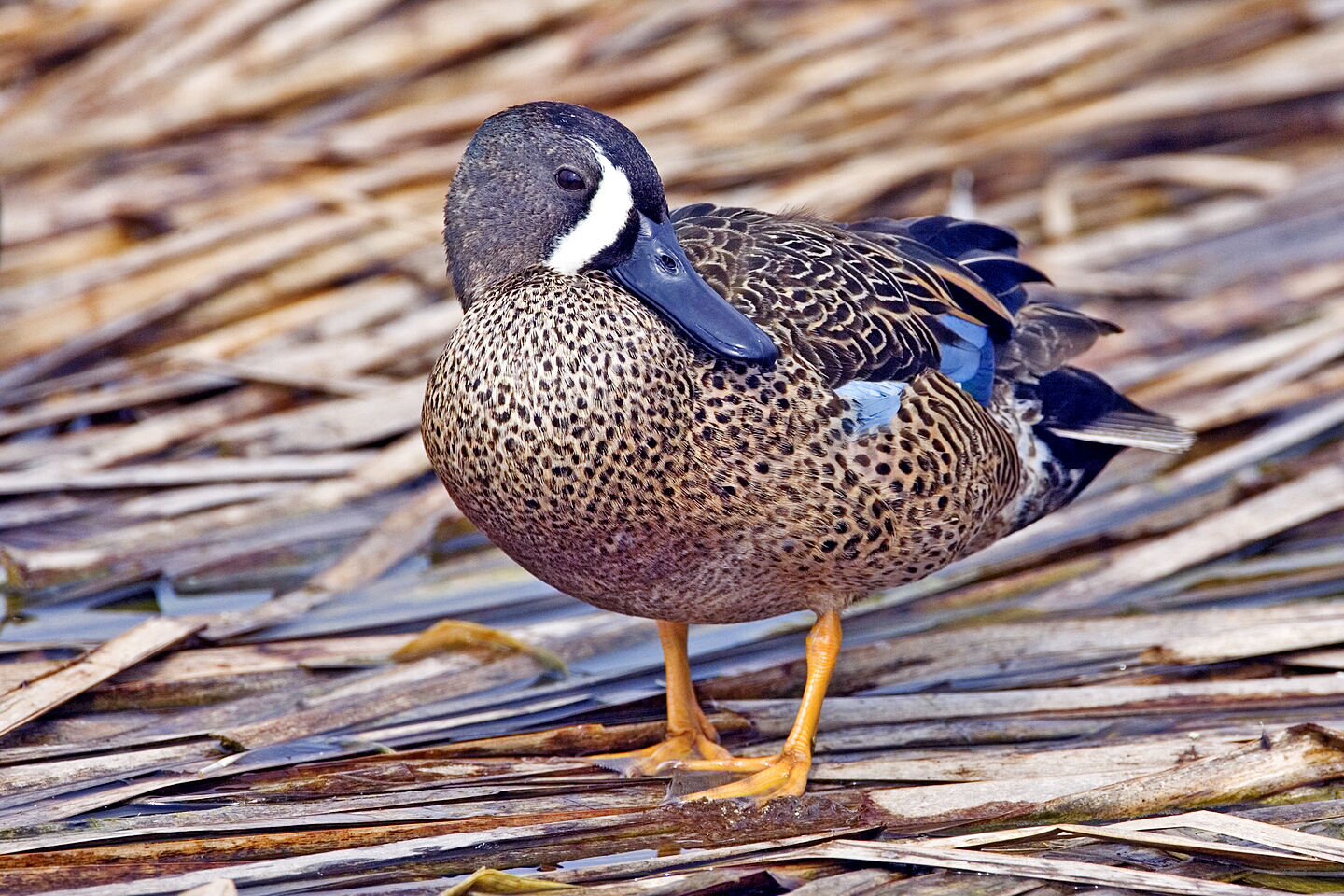
Rață mică cu aripi albastre
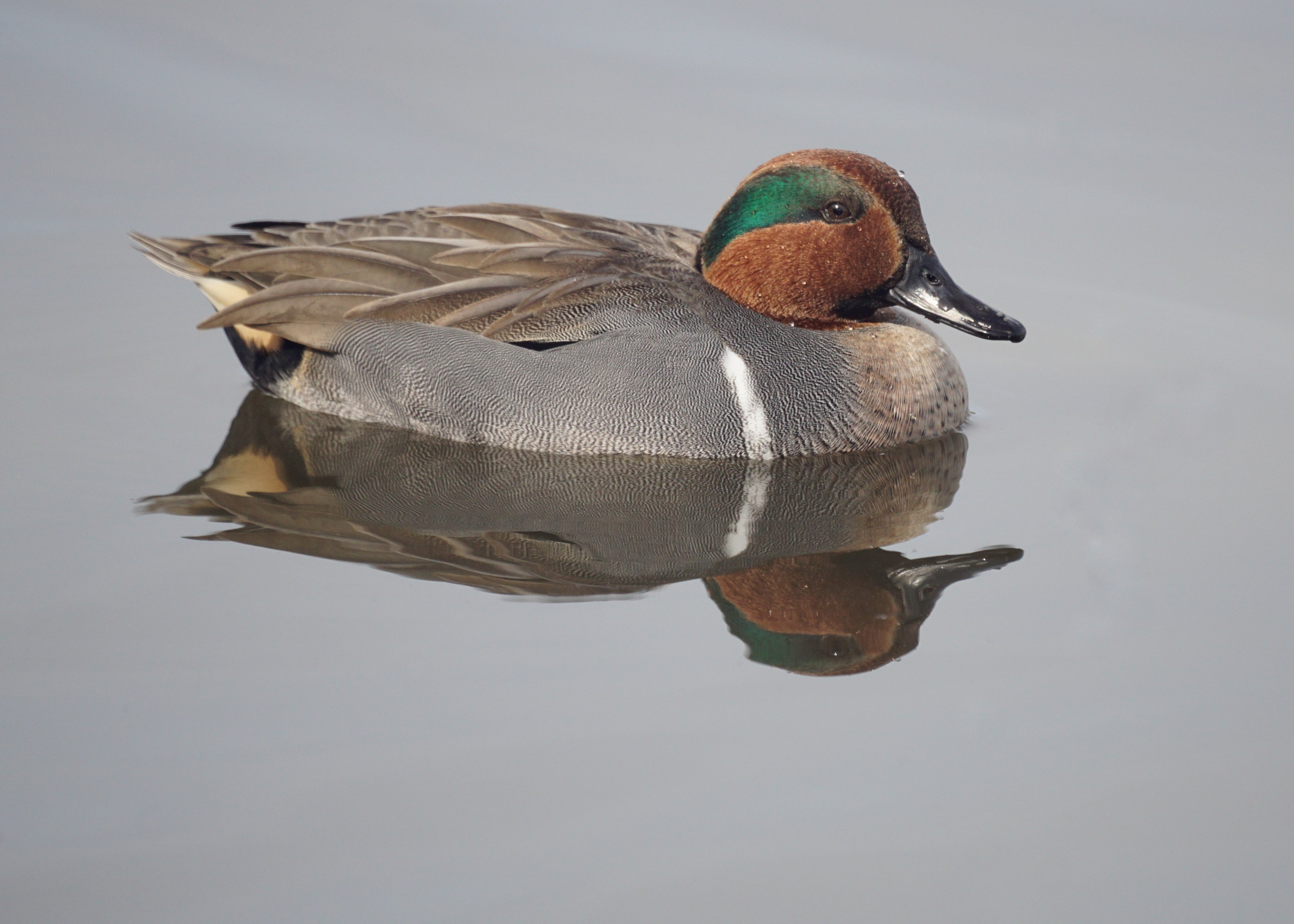
Anas carolinensis
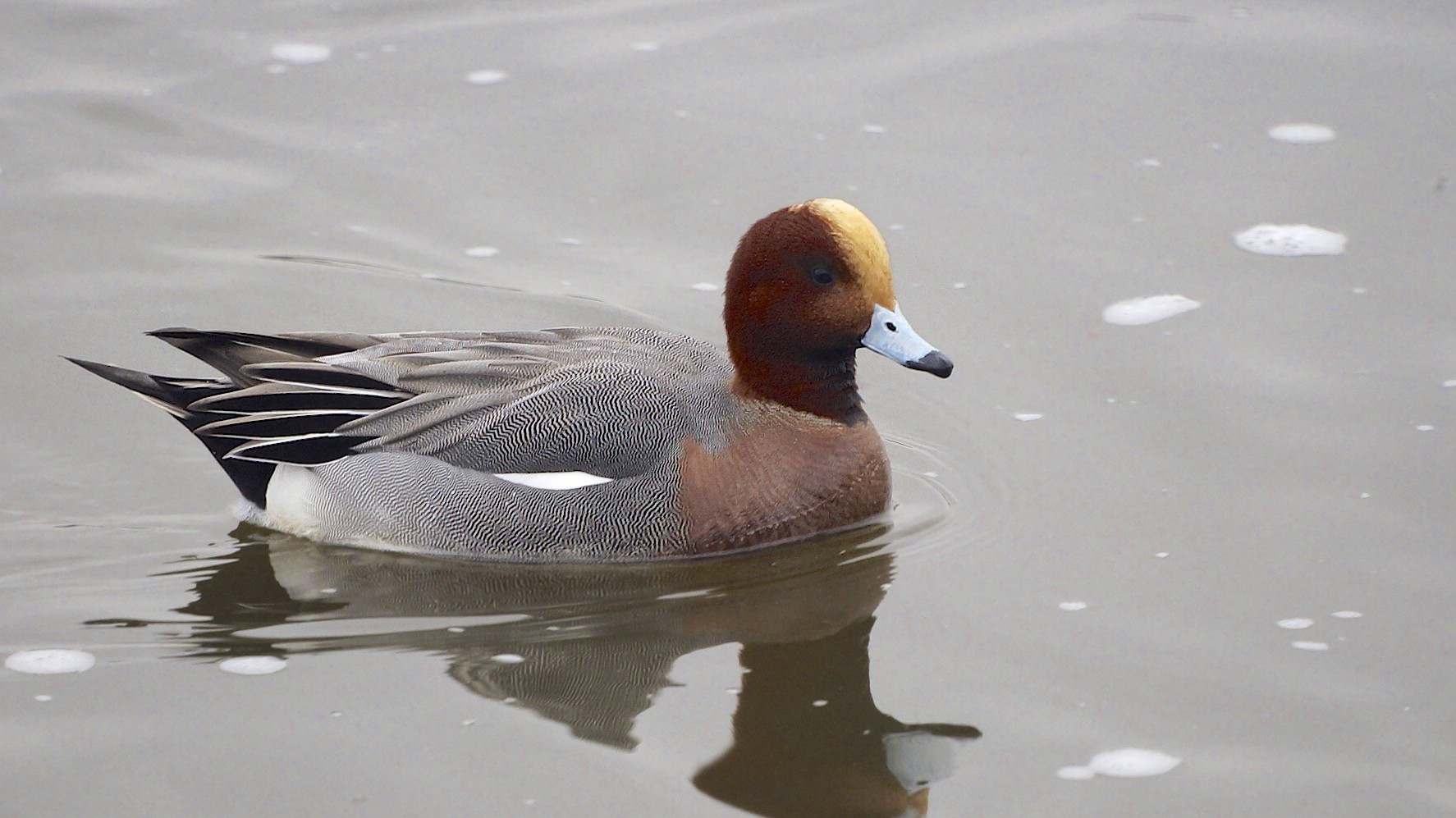
Rață fluierătoare
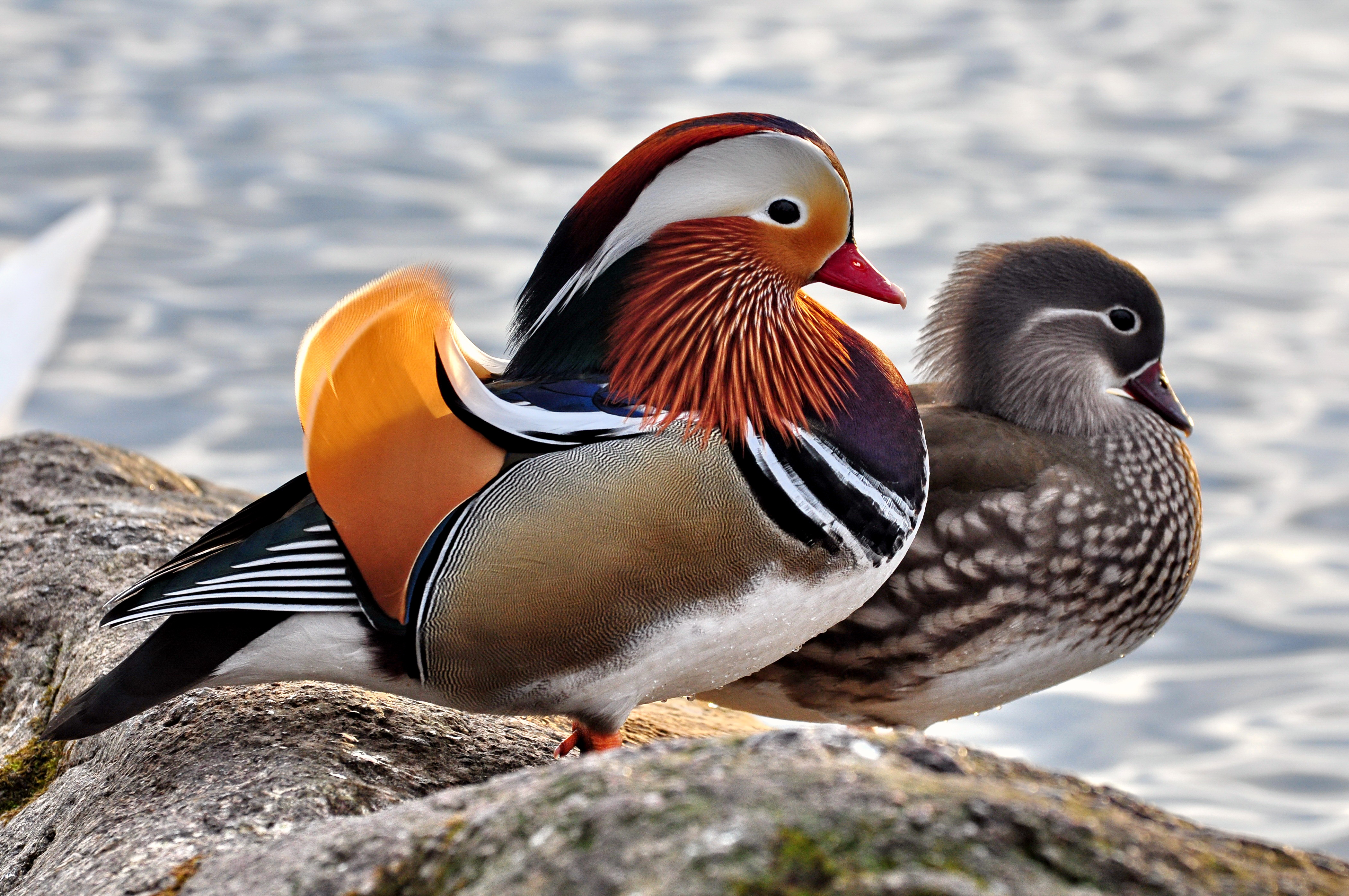
Rață mandarin
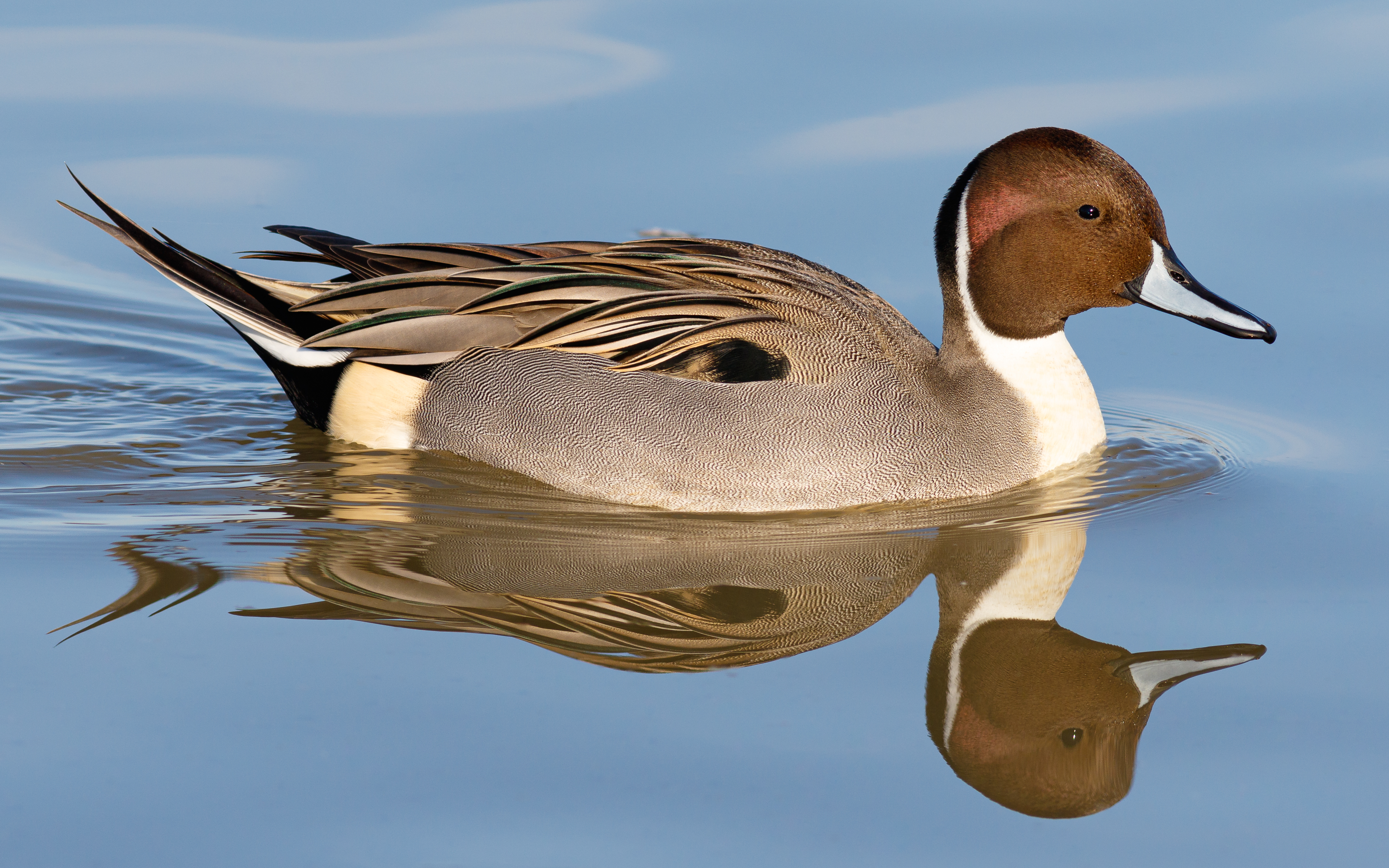
Rață sulițar
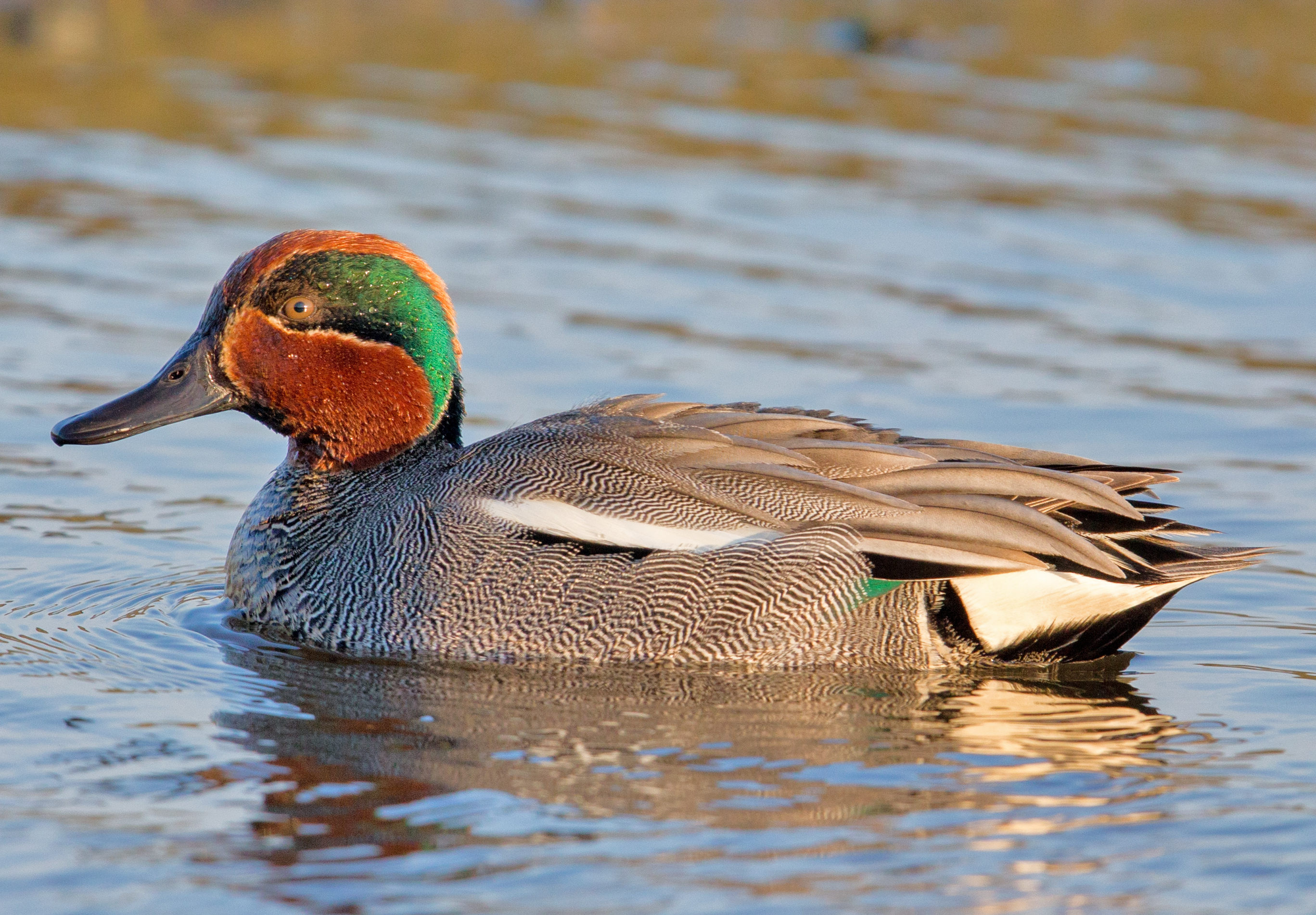
Rață mică
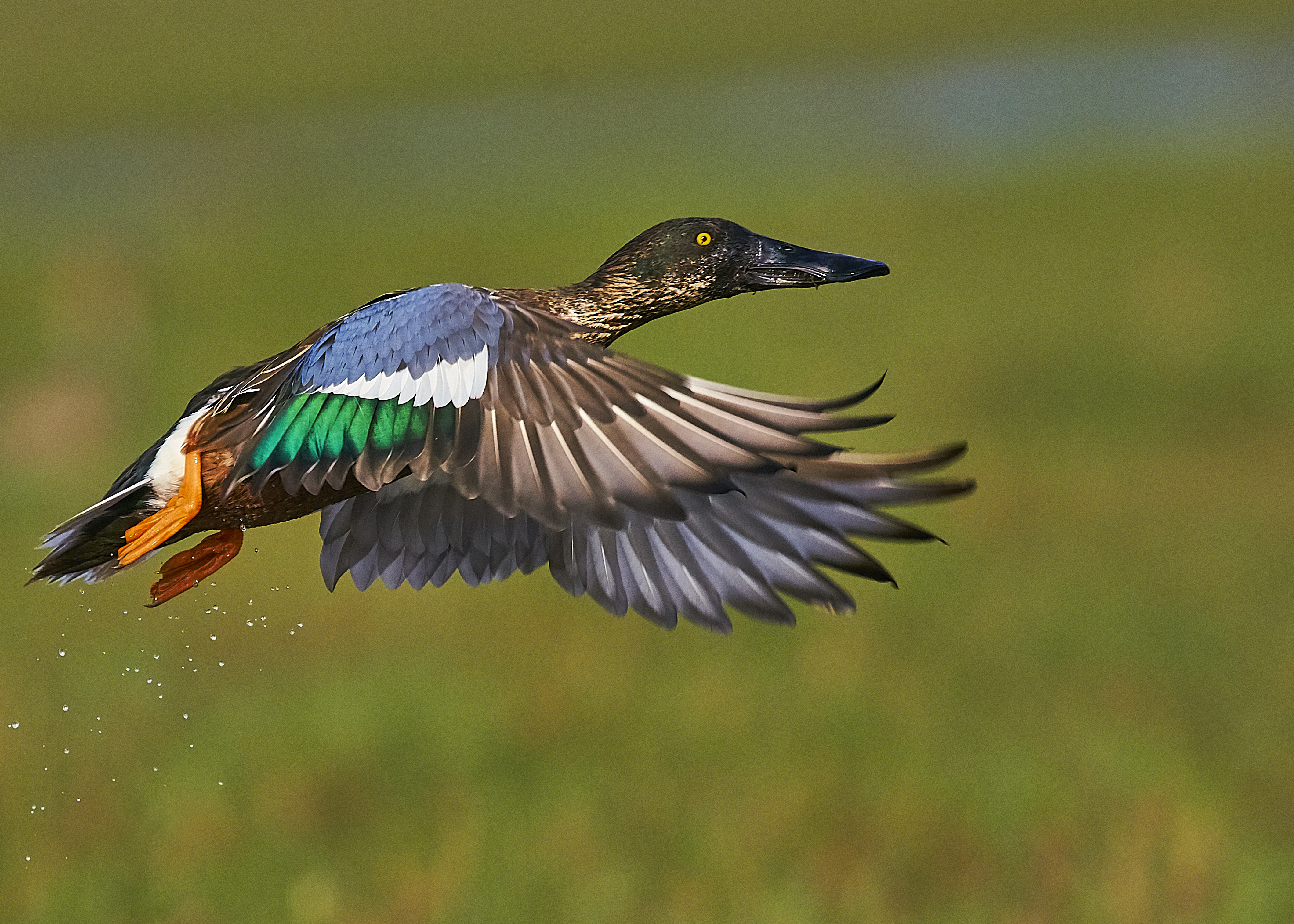
Rață lingurar
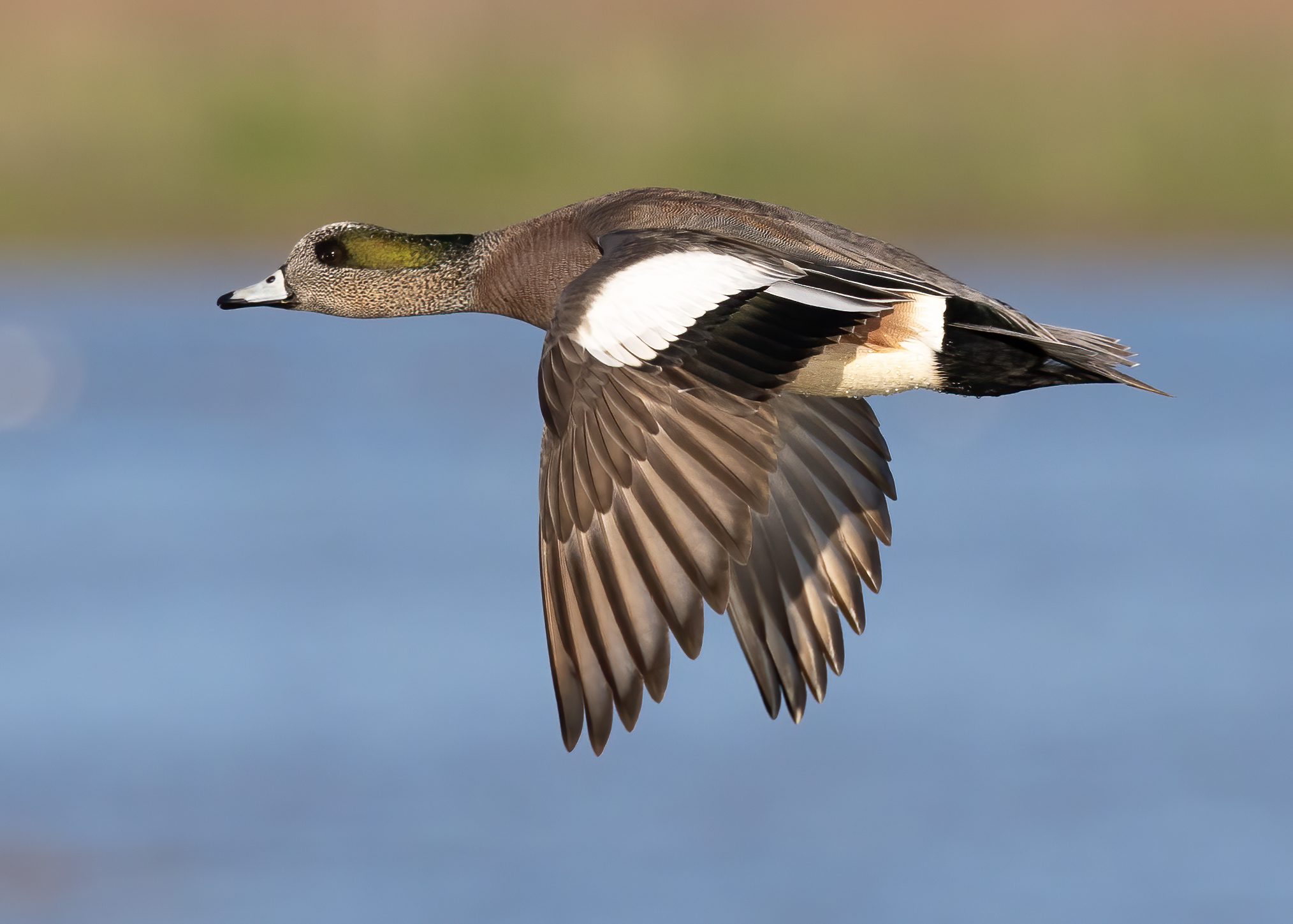
Rață fluierătoare americană